# ألان تومسون (راكب الكنو)
ألان تومسون هو راكب الكنو كندي، ولد في 19 يونيو 1961.

## وصلات خارجية
- ألان تومسون على موقع أوليمبيديا (الإنجليزية)